# Seznam risank
- A je to (Češkoslovaška)
- Arthur (ZDA/Kanada)
- Avtomobilček z rdečim srcem (Češka)
- Babica (Velika Britanija)
- Baltazar (Hrvaška)
- Barney (Velika Britanija)
- Beavis in Butthead (ZDA)
- Berry Bees — Čebelji klan (Italija/Avstralija/Irska/Indija/Singapur)
- Bibi Radovednica (Nemčija)
- Biskvitki (ZDA)
- Bob in Bobek (Češka)
- Bojan (Slovenija)
- Bradolinko (Češka)
- Bratz (ZDA)
- Brina (Avstralija)
- Bugs Bunny (ZDA)
- Ciganček Žarko in medo Marko (Češka)
- Cofko Cof (Avstralija)
- Čebelica Maja (Nemčija)
- Denver, poslednji dinozaver (ZDA)
- Detelj in kajot (ZDA)
- Dogodivščine mravljinčka Ferdinanda (Češka/Nemčija)
- Doki (Kanada)
- Družina Casagrande (ZDA)
- Družinski oče (ZDA)
- Džungelčki (Velika Britanija)
- Edvard in prijatelji (Velika Britanija)
- Enchantimals - Zgodbe iz divjine (ZDA)
- Filip (Nemčija)
- Fillyji iz Funtazije (Hongkong/Španija/Kitajska)
- Fračji dol (Kanada)
- Gabi (ZDA)
- Gasilec Samo (Velika Britanija)
- Gospod Hu (Češkoslovaška)
- Govoreči Tom in prijatelji (ZDA/Velika Britanija/Avstrija/Španija)
- Grdi raček (Španija)
- Grdi raček in jaz (Danska/ Francija/Islandija/Nemčija)
- Gromka hiša (ZDA)
- Grozni Gašper (Velika Britanija)
- Gumbek in Rjavček (ZDA)
- Gustav (Madžarska)
- Happy Tree Friends (ZDA)
- Hrabri mišek (Velika Britanija)
- Hribci (Slovenija)
- Jajo in Pajo (Češka)
- Jakec in čarobna lučka (Velika Britanija)
- Kalimero (Italija)
- Katja in Smrček (Češkoslovaška)
- Klepetava Marta (Kanada/ZDA)
- Kljukčeve dogodivščine (Slovenija)
- Kolcamož (Italija)
- Kremenčkovi (ZDA)
- Krtek (Češka)
- La linea (Italija)
- Larina zvezdica (Nemčija)
- Lego Friends - Prijateljice za vedno
- Lego Friends - Punce na misiji
- Lilliput Put (Italija)
- Lobo (Švica)
- Lokomotivček Tomaž in prijatelji (Velika Britanija)
- Lolek in Bolek (Poljska)
- Mala Kitty (Japonska)
- Mali Einstein (ZDA)
- Mali leteči medvedki (Hrvaška)
- Mali šef: Spet v akciji (ZDA)
- Malinji dol (Japonska)
- Maksipes Fik (Češkoslovaška)
- Maša in medved (Rusija)
- Medved Bojan (Slovenija)
- Medvedek Uhec (Poljska)
- Mjav mjav (Velika Britanija)
- Modri Dirkač (ZDA)
- Moj mali poni: Prijateljstvo je čarobno (Kanada/ZDA)
- Moj prijatelj Roki (Japonska)
- Mojster Miha (Velika Britanija)
- Moncchichi (Francija/Japonska)
- Miraculous: Čarobni dragulj (Francija/Japonska/ZDA)
- Muca Popi (Velika Britanija)
- Namig iz Blue in ti (ZDA/Kanada)
- Nekoč je bilo življenje (Francija)
- Oddaja gospoda Peabodyja in Shermana (ZDA)
- Pa in Pi (Slovaška/Nemčija)
- Palček David (Portugalska)
- Palček Smuk (Češka)
- Pet junakinj (Italija)
- Phineas in Ferb (ZDA/Velika Britanija)
- Pika (Italija)
- Pingu (Švica)
- Pingvini v vesolju (ZDA)
- Pink Panter (ZDA)
- Poncho in Toro (ZDA)
- Popeye (ZDA)
- Prihaja Nodi (Velika Britanija/ZDA)
- Ptiček Gabo (Slovaška)
- Pujsa Pepa (Velika Britanija)
- Pujsek Zlatko (Velika Britanija)
- Račje zgodbe (ZDA)
- Raziskovalka Dora (ZDA/Kanada)
- Ren in Stimpy (ZDA)
- Ribičija (ZDA)
- Ribji repki (Kanada/ZDA)
- Ric (Velika Britanija/Nemčija)
- Rudijevo moštvo (Japonska)
- Rumcajs (Češka)
- Rumeni poštni nabiralnik (Slovaška)
- Simpsonovi (ZDA)
- Slava kralju Juliju (ZDA)
- Smeškota (Velika Britanija)
- Smrkci (Belgija)
- Snežko Snežak (Kanada)
- Snorkci (ZDA)
- Sooty's Amazing Adventures (Velika Britanija)
- South Park (ZDA)
- Sport Billy (ZDA)
- Spuži Kvadratnik (ZDA)
- Stripy (Švica)
- Supermedo (Velika Britanija)
- Štaflík in Špagetka (Češka)
- Tabaluga (Avstralija/Nemčija)
- Tačke na patrulji (Kanada)
- Teo (Španija)
- The Backyardigans (Kanada/ZDA)
- Timotej hodi v šolo (ZDA)
- Tofffsy in pojoča travica (Italija)
- Tom in Jerry (ZDA)
- Tom in Jerry risanke (ZDA)
- Trnovo robidovje (Velika Britanija)
- Troli: Ritem gre dalje (ZDA)
- Turbo P.O.L.Ž. (ZDA)
- Tweety (ZDA)
- Večko štirideset mačk (Italija)
- Veseli Veselko (Češka)
- Vili Ga Ga (Velika Britanija)
- Vilinski starši (ZDA)
- Viki in silaki (Japonska/Nemčija)
- Vrbja vas (Japonska)
- Kratki animirani filmi Walta Disneya (ZDA)
- Winx Club (Italija/ZDA)
- Zakaj... (Slovaška)
- Zelenjavčki (ZDA)
- Zelenjavčki v stari hiši (ZDA)
- Zenki (Japonska)
- Zlikavci (Hrvaška)
- Zverinice iz Rezije (Slovenija)
- Želodko Superca (Velika Britanija)